# 赤裸的午餐
《赤裸的午餐》（英語：Naked Lunch）是美国作家威廉·柏洛茲的一部长篇小说，最初于1959年出版。全书由一系列联系松散的小段落组成，这些章节可以以任意顺序阅读。
小说的内容以吸毒者威廉·李的自述展开。
小说入选《时代》杂志评选的“1923年至2005年间百部最佳小说”名单。 1991年， 大卫·克罗嫩贝格根据该书和巴勒斯的其他著作，导演了同名电影。

## 脚注
1. ↑  .   [15 November 2016]. （原始内容存档于2008-12-19）.
2. ↑  Lacayo, Richard. .   [15 November 2016]. （原始内容存档于2021-03-21）.